# Montclús (Alts Alps)
Montclus (en francès Montclus) és un municipi francès situat al departament dels Alts Alps i a la regió de Provença – Alps – Costa Blava.

## Demografia
| 1806                                       | 1962 | 1968 | 1975 | 1982 | 1990 | 1999 | 2006 | 2014 |
| ------------------------------------------ | ---- | ---- | ---- | ---- | ---- | ---- | ---- | ---- |
| 283                                        | 72   | 47   | 40   | 46   | 45   | 48   | 43   | 59   |
| Des de 1962: població sense dobles comptes |      |      |      |      |      |      |      |      |

## Administració
| Període   | Identitat            | Partit |
| --------- | -------------------- | ------ |
| 2001-2014 | Antoine Segretain    |        |
| 2014-     | Catherine Desreumaux |        |